# Renault 20

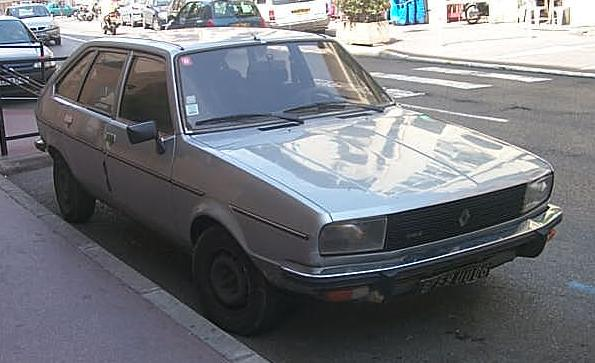
Renault 20

Renault 20 började tillverkas hösten 1975 och lanserades som modellår 1976. Den bestod i stort sett av en blandning av komponenter från Renault 12, 16 och 30. Kaross och chassi är i stort sett identiskt med Renault 30 bortsett från några detaljer, mest tydligt att R20 har rektangulära strålkastare medan R30 har dubbla runda. 
R20 lanserades med den gamla men starka motorn från Renault 16 TX på 90 hkr, vilket många upplevde som motorsvagt. Senare (produktionsstart i slutet av juli 1977) kom R20 TS/LS som modellår 1978 med den moderna tvålitersmotorn som togs fram i slutet på 70-talet tillsammans med Peugeot och Citroën. 
I Sverige såldes varianterna R20 L, TL, GTL, LS och TS. Den skulle i princip ersätta Renault R16, men båda modellerna såldes parallellt under några år. R20 och R30 var de enda modellerna från Renault som har haft framhjulsdrift med längsplacerad motor framför växellådan, 
En fyrhjulsdriven R20 med turbomotor vann ökenrallyt Paris-Dakar 1982.
1984 tog modellen Renault 25 över.